# Bluebirds over the Mountain
«Bluebirds over the Mountain» es una canción escrita por Ersel Hickey. La canción fue grabada por varios solistas y conjuntos musicales, pero las grabaciones más famosas son los de Ritchie Valens y The Beach Boys. La banda de punk rock West Virginian Horror hizo su propia versión para su álbum Exhuming Graves And Making Dates de 2002. El grupo The Echoes también hizo una de las versiones más exitosas en 1962, llegando ha puesto n.º 20 en el Billboard.

## Versión de The Beach Boys
La versión de "Bluebirds over the Mountain" por The Beach Boys fue el último sencillo con Capitol Records, ya que el contrato era hasta 1969 y el sello discográfico no lo quiso renovar. A pesar del hecho que los Beach Boys habían trasladado sus instalaciones de grabación en la casa de Brian Wilson, este último se había apartado por completo de cualquier responsabilidad que el grupo o la música pueda requerir de él. Por lo tanto los otros miembros de la banda tuvieron que hacerse cargo de la producción de música, tarea que cumplieron bastante bien, llegando a producir canciones destacables. El talento altamente subestimado de Bruce Johnston (quien había comenzado ya en 1965 tomando el lugar del bajo eléctrico del hermano mayor Wilson en las actuaciones en vivo), son evidentes, no solo como una guía vocal principal, sino también un productor de creciente oído musical y arreglista.
La canción tiene una melodía pegadiza, Johnston hizo un arreglo e instrumentación que se basan sutilmente en "Ob-La-Di, Ob-La-Da" de Paul McCartney de The Beatles (1968). Los coros en contraste con la voz de Mike Love da una textura semejante a los arreglos de Brian Wilson de pop más dinámico, como "Fun, Fun, Fun", "California Girls" y "Good Vibrations".

### Sencillo
La versión por The Beach Boys fue incluida en el álbum 20/20 de 1969. Esta misma ya había sido editada en sencillo el 2 de diciembre de 1968, con el lado B "Never Learn Not to Love", polémica canción de Dennis Wilson. 
El sencillo por The Beach Boys fue hasta ese momento el peor de su carrera, cayendo al puesto n.º 61 en los Estados Unidos y n.º 33 en el Reino Unido. Tan solo un año más tarde, en 1969, el grupo vuelve a caer más bajo aún, el sencillo "Break Away" llega al puesto n.º 63, increíblemente este mismo sencillo en el Reino Unido fue un éxito, su pico máximo fue en el puesto n.º 3.

## Publicaciones
"Bluebirds over the Mountain" primero apareció en 20/20 de 1969, en el compilado Sunshine Dream de 1982, en el álbum de compilación de rarezas Rarities de 1983, en el Summer Dreams de 1990, en el sexto disco de la versión inglesa de Good Vibrations: Thirty Years of The Beach Boys de 1993, en el álbum The Greatest Hits - Volume 2: 20 More Good Vibrations de 1999, en el álbum doble compilatorio inglés Sunshine Dream de 1982 y también en Platinum Collection: Sounds of Summer Edition de 2005.

### En vivo
"Bluebirds over the Mountain" fue tocada en vivo en el álbum en directo Live in London de 1970 y en Good Timin': Live at Knebworth England 1980 editado de 2002.